# Кличавски рејон
Кличавски рејон (блр. Клічаўскі раён; рус. Кли́чевский райо́н) је административна јединица другог нивоа на западу Могиљовске области у Републици Белорусији. 
Административни центар рејона је град Кличав.

## Географија
Глуски рејон обухвата територију површине 1.800,32 км² и на 4. је месту по величини у Могиљовској области. Граничи се са Асиповичким, Бабрујским, Киравским, Бихавским, Могиљовским и Бјалиничким рејонима Могиљовске области и Беразинским рејоном Минске области на северу.
Рељефом рејона доминира река Березина са својим притокама.

## Историја
Рејон је првобитно образован 17. јула 1924. године, и постојао је све до 25. децембра 1962. када је расформиран. Поново је оформљен 6. јануара 1965. године. 

## Демографија
Према резултатима пописа из 2009. на том подручју стално је било насељено 17.246 становника или у просеку 9,6 ст/км².
Основу популације чине Белоруси (95,59%), Руси (2,9%) и остали (1,51%).
Административно рејон је подељен на подручје града Кличава, који је уједно и административни центар рејона, и на још 7 сеоских општина. На целој територији рејона постоји укупно 140 насељених места. 

## Саобраћај
Преко територије рејона пролази железничка траса Асиповичи—Могиљов.